# Léon Pittet
Pour les articles homonymes, voir Pittet.
Léon Pittet, né le 11 avril 1806 à Gruyères et mort le 29 avril 1858 à Fribourg, est une personnalité politique suisse, membre du parti radical-démocratique.
Il est conseiller d'État de 1848 à 1854 et conseiller national de 1851 à 1854.

## Source
- Georges Andrey, John Clerc, Jean-Pierre Dorand et Nicolas Gex, Le Conseil d’État fribourgeois : 1848-2011 : son histoire, son organisation, ses membres, Fribourg, Éditions de la Sarine, 2012, 143 p. (ISBN 978-2-88355-153-4, lire en ligne), p. 31